# أديل ويليامز
اديل ويليامز (24 فبراير 1868 - 1952) هي فنانة أمريكية كانت من أوائل الرسامين الانطباعيين في ولاية فرجينيا.

## سيرة شخصية
ولدت أديل ويليامز في مدينة ريتشموند، فيرجينيا، وهي ابنة جون إتش ويليامز. تخرجت من المدرسة الثانوية في سن الخامسة عشر، وذهبت إلى نيويورك في عام 1886 للدراسة في مدرسة الفنون المرأة التابعة لاتحاد كوبر ورابطة طلاب الفنون. درست أيضًا في اكادمية جوليان في باريس .
عمل ويليامز والد أديل في الزيت، والألوان المائية، والباستيل، والميزوتنت، ورسم المناظر الطبيعية، والأرواح الساكنة. عرضت أعمال أديل في العديد من الاماكن منها في صالون باريسref name=Bayliss/> أثناء عيشها في فرنسا، وبعد عودتها إلى الولايات المتحدة عرضت أعمالها في جمعية الألوان المائية الأمريكية، ونادي فيلادلفيا للفنون، وأماكن أخرى. تم فهرسة عدد من صورها في كتالوج اللوحات الأمريكية في معرض الصور الوطني، بما في ذلك الصورة ذاتية 1902 والصورة 1903 لإلين أكسون ويلسون، الزوجة الأولى للرئيس وودرو ويلسون. صورتها للقاضي جون دبليو ريلي معلقة في المحكمة العليا في فرجينيا، وصورتها للعميد البحري ماثيو فونتين موري مملوكة لجامعة فيرجينيا.